# Campionati panamericani di lotta 2021
I campionati panamericani di lotta 2021 si sono svolti dal 27 al 30 maggio 2021 allo Stadio Teodoro Palacios Flores di Città del Guatemala, in Guatemala.

## Classifica squadre
| Pos. | Lotta libera maschile | Lotta libera maschile | Lotta greco-romana | Lotta greco-romana | Lotta libera femminile | Lotta libera femminile |
| Pos. | Squadra               | Punti                 | Squadra            | Punti              | Squadra                | Punti                  |
| ---- | --------------------- | --------------------- | ------------------ | ------------------ | ---------------------- | ---------------------- |
| 1    | Stati Uniti           | 250                   | Stati Uniti        | 205                | Stati Uniti            | 240                    |
| 2    | Canada                | 116                   | Brasile            | 95                 | Brasile                | 144                    |
| 3    | Messico               | 114                   | Messico            | 94                 | Canada                 | 115                    |
| 4    | Rep. Dominicana       | 94                    | Guatemala          | 73                 | Ecuador                | 72                     |
| 5    | Guatemala             | 80                    | Colombia           | 72                 | Messico                | 57                     |
| 6    | Brasile               | 73                    | Rep. Dominicana    | 60                 | Colombia               | 43                     |
| 7    | Colombia              | 56                    | Ecuador            | 53                 | Perù                   | 38                     |
| 8    | Cile                  | 47                    | Perù               | 42                 | Rep. Dominicana        | 35                     |
| 9    | Argentina             | 45                    | El Salvador        | 27                 | El Salvador            | 31                     |
| 10   | Perù                  | 40                    | Honduras           | 25                 | Argentina              | 30                     |

## Podi

### Lotta libera maschile
| Evento | Oro                  | Argento                       | Bronzo                     |
| 57 kg  | Vitali Arujau (USA)  | Roberto Alejandro (MEX)       | Alexander Fernández (DOM)  |
| 57 kg  | Vitali Arujau (USA)  | Roberto Alejandro (MEX)       | Samuel Alva (PER)          |
| 61 kg  | Shelton Mack (USA)   | Juan Rubelín Ramírez (DOM)    | Jorge Alberto Olvera (MEX) |
| 65 kg  | Joseph McKenna (USA) | Marcos Siqueira (BRA)         | Álbaro Rudesindo (DOM)     |
| 65 kg  | Joseph McKenna (USA) | Marcos Siqueira (BRA)         | Jonnathan Pérez (GTM)      |
| 70 kg  | Alec Pantaleo (USA)  | Carlos Romero Millaqueo (CHI) | Vincent De Marinis (CAN)   |
| 70 kg  | Alec Pantaleo (USA)  | Carlos Romero Millaqueo (CHI) | Enrique Pérez (GTM)        |
| 74 kg  | Kyle Dake (USA)      | Víctor Hernández (MEX)        | Julio Rodríguez (DOM)      |
| 74 kg  | Kyle Dake (USA)      | Víctor Hernández (MEX)        | Jonathan Parrilla (PUR)    |
| 79 kg  | Thomas Gantt (USA)   | Néstor Tafur (COL)            | Samuel Barmish (CAN)       |
| 86 kg  | David Taylor (USA)   | Clayton Pye (CAN)             | Noel Torres (MEX)          |
| 86 kg  | David Taylor (USA)   | Clayton Pye (CAN)             | Thales Reis (BRA)          |
| 92 kg  | Nathan Jackson (USA) | Jeremy Poirier (CAN)          | Ángel Bautista (MEX)       |
| 97 kg  | Kyle Snyder (USA)    | Luis Pérez (DOM)              | Maxwell Lacey (CRI)        |
| 125 kg | Gable Steveson (USA) | Aly Barghout (CAN)            | Catriel Muriel (ARG)       |

### Lotta greco-romana
| Evento | Oro                    | Argento                 | Bronzo                 |
| 60 kg  | Dicther Toro (COL)     | Ildar Hafizov (USA)     | Marat Garipov (BRA)    |
| 60 kg  | Dicther Toro (COL)     | Ildar Hafizov (USA)     | Joshua Medina (PUR)    |
| 63 kg  | Andrés Montaño (ECU)   | Randon Miranda (USA)    | Emerson Ordóñez (GTM)  |
| 67 kg  | Xavier Johnson (USA)   | Enyer Feliciano (DOM)   | Diego Martínez (MEX)   |
| 67 kg  | Xavier Johnson (USA)   | Enyer Feliciano (DOM)   | Calebe Corrêa (BRA)    |
| 72 kg  | Jamel Johnson (USA)    | Juan Ruiz (MEX)         | Carlos Fuentes (GTM)   |
| 77 kg  | Peyton Walsh (USA)     | Joílson Júnior (BRA)    | Marciano Ali (PUR)     |
| 77 kg  | Peyton Walsh (USA)     | Joílson Júnior (BRA)    | Reinier Jiménez (GTM)  |
| 82 kg  | Ben Provisor (USA)     | David Choc (GTM)        | Alexis Martínez (MEX)  |
| 87 kg  | John Stefanowicz (USA) | Daniel Vicente (MEX)    | Ronisson Brandão (BRA) |
| 97 kg  | Kevin Mejía (HND)      | Braxton Amos (USA)      | Igor Queiroz (BRA)     |
| 130 kg | Leo Santana (DOM)      | Donald Longendyke (USA) | Isaque Conserva (BRA)  |

### Lotta libera femminile
| Evento | Oro                        | Argento                    | Bronzo                  |
| 50 kg  | Sarah Hildebrandt (USA)    | Jacqueline Mollocana (ECU) | Kamila Barbosa (BRA)    |
| 50 kg  | Sarah Hildebrandt (USA)    | Jacqueline Mollocana (ECU) | Patricia Bermúdez (ARG) |
| 53 kg  | Ronna Heaton (USA)         | Luisa Valverde (ECU)       | Sabrina Gama (BRA)      |
| 55 kg  | Jacarra Winchester (USA)   | Virginie Gascon (CAN)      | Anny Ramírez (DOM)      |
| 57 kg  | Giullia Penalber (BRA)     | Alexandria Town (CAN)      | Cameron Guerin (USA)    |
| 59 kg  | Maya Nelson (USA)          | Linda Morais (CAN)         | Karoline Santana (BRA)  |
| 62 kg  | Kayla Miracle (USA)        | Laís Nunes (BRA)           | Alejandra Romero (MEX)  |
| 65 kg  | Jennifer Rogers Page (USA) | Ashley Zárate (PAN)        | Amanda Savard (CAN)     |
| 68 kg  | Tamyra Mensah (USA)        | Yessica Oviedo (DOM)       | Luz Clara Vázquez (ARG) |
| 68 kg  | Tamyra Mensah (USA)        | Yessica Oviedo (DOM)       | Gabriela Rocha (BRA)    |
| 72 kg  | Alexandria Glaude (USA)    | Yanet Sovero (PER)         | Brenda Aguiar (BRA)     |
| 76 kg  | Adeline Gray (USA)         | Génesis Reasco (ECU)       | Aline Ferreira (BRA)    |